# Michael Ontkean
Michael Leonard Ontkean (Vancouver, 24 de janeiro de 1946) é um ator canadense aposentado. Nascido e criado em Vancouver, Colúmbia Britânica, mudou-se para os Estados Unidos para frequentar a Universidade de Nova Hampshire com uma bolsa como jogador de hóquei no gelo antes de seguir uma carreira de ator no início dos anos 1970.

## Primeiros anos
Ontkean nasceu e cresceu em Vancouver, Colúmbia Britânica, filho de Muriel Cooper, uma atriz, e Leonard Ontkean, um boxeador e ator. Ele foi ator infantil em Vancouver, aparecendo na série de televisão canadense Hudson's Bay (1959). Sua família mais tarde mudou-se para Toronto, onde frequentou a St. Michael's Choir School e a Holy Rosary Catholic School antes de frequentar a St. Michael's College School. Cresceu jogando hóquei e ganhou uma bolsa de estudos na Universidade de Nova Hampshire por meio de um programa da National Collegiate Athletic Association. Em seus três anos no time universitário, Ontkean marcou 63 gols e 111 pontos em 85 jogos disputados.

## Carreira
Ontkean estreou em Hollywood como ator convidado em The Partridge Family em 1971 e foi também ator convidado de televisão em programas como Ironside e Longstreet, mas sua grande chance foi na série da ABC The Rookies (1972–1976), na qual interpretou o oficial Willie Gillis nas duas primeiras temporadas. Ele foi substituído pelo ator Bruce Fairbairn posteriormente. A habilidade de Ontkean no hóquei desempenhou um grande papel em sua interpretação de Ned Braden em Slap Shot (1977), enquanto ele mesmo executava todas as suas cenas no gelo. Em 1979, ele apareceu no primeiro episódio de Tales of the Unexpected .
Outros papéis no início de sua carreira incluíram Necromancy (1972) com Orson Welles; Voices (1979) com Amy Irving; Willie &amp; Phil (1980) com Margot Kidder; The Blood of Others (1984); Kids Don't Tell (1985) com JoBeth Williams; The Right of the People (1986); The Allnighter e Maid to Order (ambos de 1987) (este último com Ally Sheedy); Clara's Heart (1988) com Whoopi Goldberg e Bye Bye Blues (1989).

### Making Love
Making Love (1982) é sobre um homem casado que descobre sua homossexualidade. Ontkean não foi a primeira escolha do diretor para o filme: Arthur Hiller já havia abordado Tom Berenger, Michael Douglas, Harrison Ford, William Hurt e Peter Strauss para interpretar o papel principal, antes de finalmente se aproximar de Ontkean. De acordo com Hiller, a reação da maioria dos atores foi dizer a ele para nem mesmo considerá-los para o papel. O filme reuniu Ontkean com Kate Jackson; os dois já haviam co-estrelado juntos em The Rookies. Muitos anos depois, ele tentou impedir que clipes do filme fossem incluídos em The Celluloid Closet, um documentário de 1996 sobre personagens LGBT no cinema, mas não teve sucesso.

### Twin Peaks
Ontkean interpretou o xerife Harry S. Truman em Twin Peaks de David Lynch e Mark Frost (1990–1991). Ele filmou cenas de Twin Peaks: Fire Walk with Me, mas, como muitos outros atores da série, suas cenas foram excluídas do filme final.

### Aposentadoria
Ele teve um papel secundário no filme de 2011 Os Descendentes, que foi seu último até decidir se aposentar da atuação.
Ontkean foi convidado para reprisar seu papel como xerife Truman para o revival de Twin Peaks em 2017. A princípio, estava empolgado com o retorno ao papel e recrutou a autoridade de Twin Peaks, Brad Dukes, para ajudá-lo a encontrar a jaqueta que seu personagem usava no programa. Dukes localizou uma réplica adequada, comprou e enviou para Ontkean. No entanto, em 2015, ele desistiu oficialmente de sua participação, por razões que nunca foram divulgadas. Dukes lembrou: "Nos falamos pela última vez em agosto e ele me informou que não iria para Washington, afinal. Eu disse a ele que estava com o coração partido ao ouvir isso. Além de estar com o coração partido, estou perplexo. Twin Peaks não é Twin Peaks sem Michael Ontkean como xerife Harry S. Truman". No lugar de Ontkean entrou Robert Forster, interpretando o irmão do xerife Truman, Frank. Forster foi inicialmente a primeira escolha de David Lynch para interpretar Harry Truman em 1990.

## Vida pessoal
Michael foi casado com Jamie Smith-Jackson, atriz, diretora de design e proprietária da Jamie Jackson Design. O casal mais tarde se divorciou; eles têm duas filhas, Jenna Millman e Sadie Sapphire Ontkean.

## Prêmios e indicações
| Ano  | Prêmio      | Categoria               | Indicação     | Resultado | Ref.   |
| ---- | ----------- | ----------------------- | ------------- | --------- | ------ |
| 1990 | Genie Award | Melhor Ator Coadjuvante | Bye Bye Blues | Indicado  | [ 17 ] |